# Zentraleuropäisches Netz
Das Zentraleuropäische Netz (ZEN) ist ein großes rahmenartiges Vermessungsnetz über Mitteleuropa und große Teile Osteuropas.
Das ZEN überdeckt 1,1 Millionen km² und beruht auf Vorarbeiten der Deutschen Heeresvermessung, die ab etwa 1940 ein einheitliches  Koordinatensystem für die eroberten Gebiete berechnete. Unmittelbar nach dem Ende des Zweiten Weltkriegs wurde das begonnene Einheitsnetz auf Initiative der US-Besatzungsmacht in Deutschland fertiggestellt, aber aus rechentechnischen und militärischen Gründen nicht flächendeckend, sondern als Rahmennetz mit etwa 200–300 km weiten Maschen aus doppelten Dreiecksketten. Im Zuge des Europanetzes (Europäisches Datum 1950, ED50) wurde es vom Rahmen- zu einem Flächennetz aufgefüllt.
Das ZEN war weltweit das erste Triangulationsnetz, das mehr als zwei Staaten umfasste. Die Berechnung erfolgte unter Leitung von Erwin Gigas am Institut für Erdmessung im süddeutschen Bamberg, großteils durch Spezialisten der früheren deutschen Heeresvermessung, die bereits mit der Datensammlung in den östlichen Ländern befasst gewesen waren. Die Ergebnisse des Netzes, das ein Rechteck von etwa 1000 × 1500 km überdeckte, wurden einige Jahre später in die großangelegte Berechnung des ED50 eingebracht, das allerdings – angesichts des beginnenden Kalten Krieges – nur Westeuropa umfasste.